# Joe Lynn Turner
Joe Lynn Turner właściwie Joseph Arthur Mark Linquito (ur. 2 sierpnia 1951 w Hackensack) – amerykański wokalista, współpracował w latach 80. i 90. z wieloma zespołami m.in. Rainbow, Deep Purple, Yngwie Malmsteen.
W 2006 roku został sklasyfikowany na 84. miejscu listy 100 najlepszych wokalistów wszech czasów według Hit Parader.

## Wybrana dyskografia
| Albumy solowe - Rescue You (1985) - Nothing's Changed (1995) - Under Cover (1997) - Hurry Up and Wait (1998) - Under Cover 2 (1999) - Holy Man (2000) - Slam (2001) - JLT (2003) - The Usual Suspects (2005) - Sunstorm (2006) - Second Hand Life (2007) - Live In Germany (2008) The Jan Holberg Project - Sense of Time (2011) - At Your Service (2013) |  | Rainbow - Difficult to Cure (1981) - Jealous Lover (EP, 1981) - Straight Between the Eyes (1982) - Bent Out of Shape (1983) - Finyl Vinyl (1986) Yngwie Malmsteen - Odyssey (1988) - Trial by Fire (1989) - Inspiration (1996) Sunstorm - Sunstorm (2006) - House of Dreams (2009) - Emotional Fire (2012) Inne - Deep Purple - Slaves & Masters (1990) - Numbers from the Beast: An All Star Salute to Iron Maiden (2005) |

## Filmografia
- "An Ox's Tale: The John Entwistle Story" (2006, film dokumentalny, reżyseria: Glenn Aveni, Steve Luongo)[5]
- "The Ritchie Blackmore Story" (2015, film dokumentalny, reżyseria: Alan Ravenscroft)[6]